# イン・ザ・ネイム・オブ・ラヴ
『イン・ザ・ネイム・オブ・ラヴ/ときどき雲と話をしよう』（- /ときどきくもとはなしをしよう）は1991年4月25日に発売されたKAN9作目のシングル。

## 概要
アルバム『ゆっくり風呂につかりたい』（1991年5月22日発売）からの先行シングル。
「イン・ザ・ネイム・オブ・ラヴ」はKAN自身も銀行員・胡桃沢富男役で出演したTBS系火曜20時台のドラマ『熱血!新入社員宣言』主題歌。
「愛は勝つ」のヒットを受け、KANは「一発屋になりたくない」という気持ちでアルバム『ゆっくり風呂につかりたい』の制作にとりかかっていた。しかし本楽曲が先行シングルになるだけに、まだ「愛は勝つ」がヒット中だったためにプレッシャーがかかり、メロディー、歌詞ともにKANが納得のいく作品にはならなかった。
「ときどき雲と話をしよう」はテレビ朝日系のスポーツ情報番組『スポーツフロンティア』の初代エンディングテーマとして起用の他に、山田邦子がイメージキャラクターを務めたスバル・レックス3代目末期の特別仕様車のCM曲としても使用された。リズム株式会社のからくり時計スモールワールドウェザーDX（4MH698RH08）の正時メロディで採用されている。
「REGRETS」「愛は勝つ」同様に、KAN自ら「エンドレス・メロディ」と語っている楽曲。歌詞は「愛は勝つ」のヒットを受け、1990年が一番忙しい年であることを切望して書かれたもの。ライブでは歌詞が新たに書き加えられ、オリジナルよりも長いヴァージョンとして披露されている。

## 収録曲
全曲　作詞・作曲：KAN　編曲：小林信吾/KAN
1. イン・ザ・ネイム・オブ・ラヴ
2. ときどき雲と話をしよう

## 参加ミュージシャン
イン・ザ・ネイム・オブ・ラヴ
- 今剛（Guitars）
- 小林信吾（Accourstic Piano & Keyboards）
- 浦田恵司（Synthesizer Operator）
- Joey McCoy （Chorus）
- Wornell Jones （Chorus）

ときどき雲と話をしよう
- 山木秀夫（Drums）
- 美久月千晴（Bass）
- 今剛（Accourstic Guitar & Electric Guitar）
- 小林信吾（Accourstic Piano & Keyboards）
- 小泉洋（Synthesizer Operator）